# Gare de Villepreux - Les Clayes
Gare de Villepreux - Les Clayes vasútállomás Franciaországban, Les Clayes-sous-Bois településen.

## Vasútvonalak
Az állomást az alábbi vasútvonalak érintik:
- Saint-Cyr-Surdon-vasútvonal
- Transilien N

## Kapcsolódó állomások
A vasútállomáshoz az alábbi állomások vannak a legközelebb:
- Gare de Plaisir - Les Clayes (Gare de Dreux, Gare de Mantes-la-Jolie, Transilien N)
- Gare de Fontenay-le-Fleury (Paris Gare Montparnasse, Transilien N)